# Occidozyga floresianus
Occidozyga floresianus és una espècie de granota que viu a Indonèsia.